# گرنزباخ
شهر گرنزباخ در ایالت بادن-وورتمبرگ در کشور آلمان واقع شده‌است.

## نگارخانه

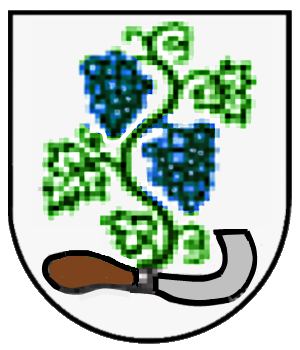